# Jürgen Goertz

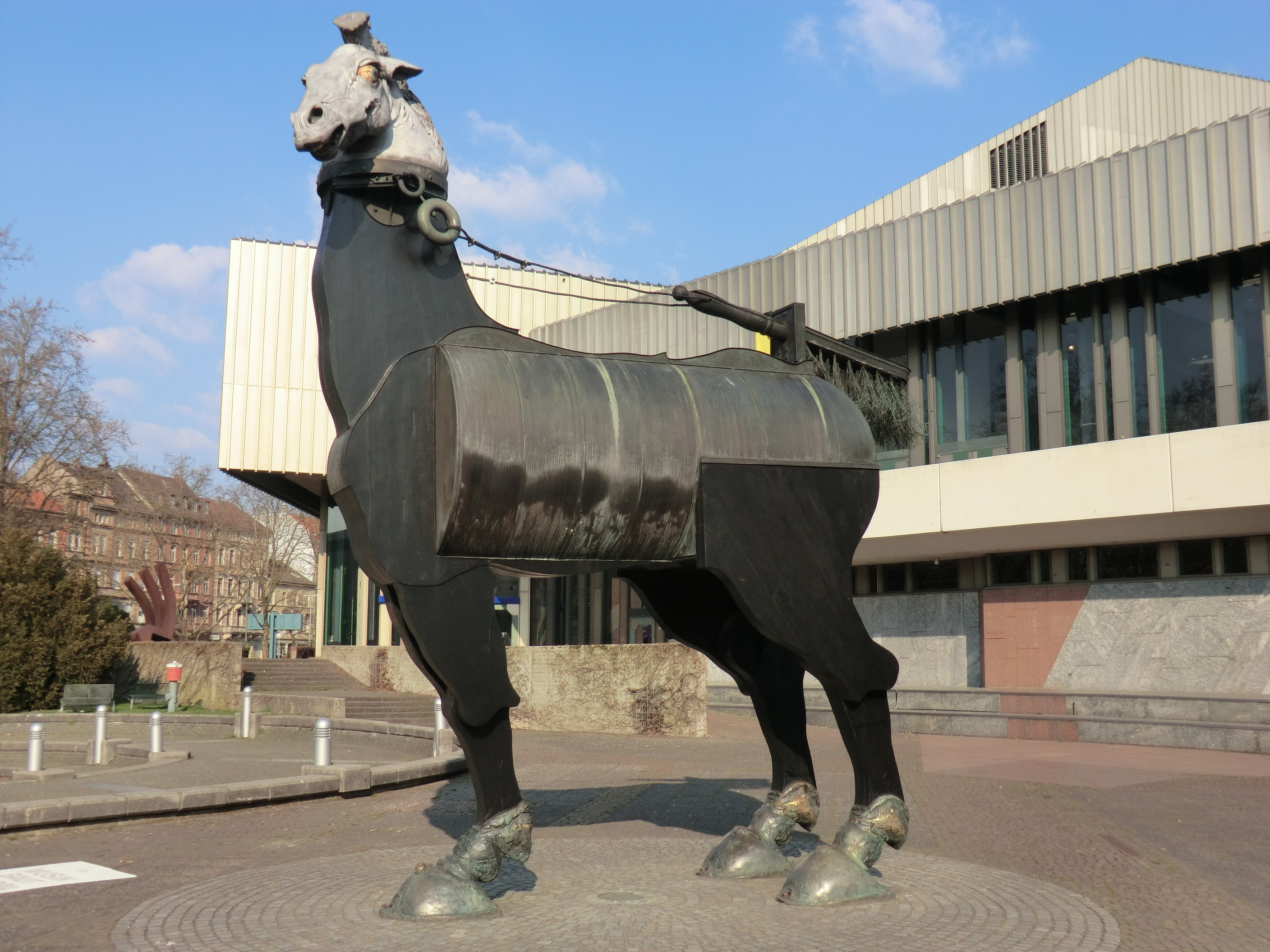
Pomnik Musengaul w Karlsruhe, 1981

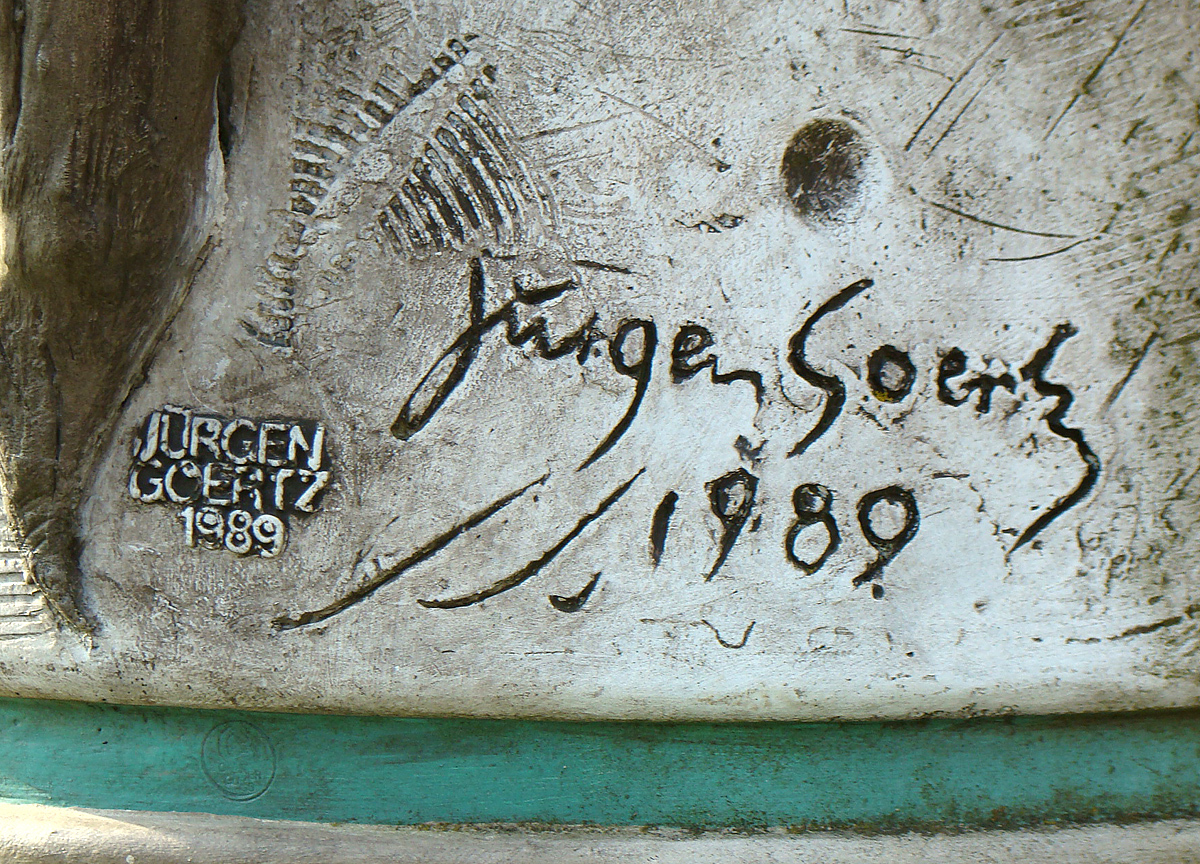
Sygnatura artysty na rzeźbie w ogrodach pałacowych w Eichtersheim

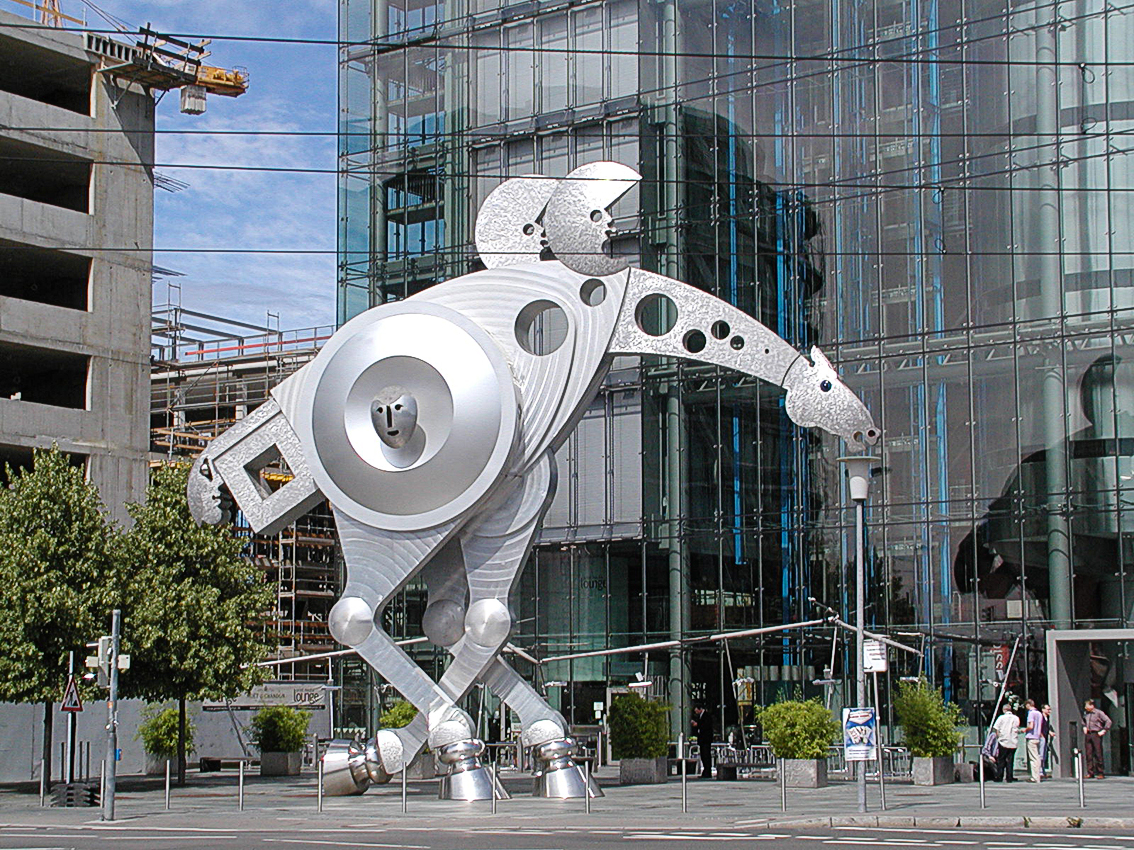
Pomnik S-Printing Horse w Heidelbergu, 2000

Jürgen Goertz (ur. 13 marca 1939 w Czeluścinie) – niemiecki rzeźbiarz.

## Życiorys
Dorastał po drugiej wojnie światowej w miejscowości Küsten w Dolnej Saksonii, a wiele lat później wykonał do miejscowego Kościoła Pokoju projekt nowego wnętrza. W 1960 w liceum w Lüchow uzyskał maturę, po czym w latach 1963–1966 studiował na kierunku rzeźba w Akademii Sztuki w Karlsruhe. Ukończył studia o kierunku kształcenie artystyczne. W 1970 roku poślubił malarkę Christę Heyn. W 1971 i 1972 wykładał w Akademii Sztuk Pięknych w Karlsruhe. Pierwsza wystawa jego prac miała miejsce w 1974 roku w Karlsruhe. W 1974 roku urodziła się jego córka Eva-Julia. W 2004 roku uhonorowany został tytułem professor honoris causa. To wyróżnienie wręczył ówczesny premier Badenii-Wirtembergii Erwin Teufel.
Jest członkiem Niemieckiego Stowarzyszenia Artystów, mieszka i pracuje w Eichtersheim na południe od Heidelbergu. Jego pracownia mieści się w zdesakralizowanym kościele zamkowym Eichtersheim.

## Twórczość
Tworzy swoje prace w brązie, drewnie oraz przy użyciu innych materiałów. Wiele z jego dzieł jest prezentowanych w przestrzeni publicznej, zwłaszcza w południowych Niemczech. W 1987 roku Goertz rozgłos zyskał instalacją Ku(h)riosum w Bietigheim-Bissingen. Wiele kontrowersji wywołała również jego autorstwa rzeźba pozornie uśmiechającego się Chrystusa na krzyżu w kościele w Hohenwart (Hohenwarter Christus, 1977).